# Deer Creek (Illinois)
Deer Creek es una villa ubicada en el condado de Tazewell en el estado estadounidense de Illinois. En el Censo de 2010 tenía una población de 704 habitantes y una densidad poblacional de 474,37 personas por km².

## Geografía
Deer Creek se encuentra ubicada en las coordenadas 40°37′44″N 89°19′53″O / 40.62889, -89.33139. Según la Oficina del Censo de los Estados Unidos, Deer Creek tiene una superficie total de 1.48 km², de la cual 1,46 km² corresponden a tierra firme y (1,57 %) 0,02 km² es agua.

## Demografía
Según el censo de 2010, había 704 personas residiendo en Deer Creek. La densidad de población era de 474,37 hab./km². De los 704 habitantes, Deer Creek estaba compuesto por el 97,73 % blancos, el 0,71 % eran afroamericanos, el 0,14 % eran asiáticos, el 0,28 % eran de otras razas y el 1,14 % eran de una mezcla de razas. Del total de la población el 0,85 % eran hispanos o latinos de cualquier raza.